# Atanasz Mihajlov
Atanasz Hrisztov Mihajlov (bolgár cirill betűkkel: Атанас Xpиcтов Михайлов; Szófia, 1949. július 5. – Szófia, 2006. október 1.) bolgár válogatott labdarúgó.

## Pályafutása

### Klubcsapatban
A Lokomotiv Szofija meghatározó játékosa volt tizenöt éven keresztül. 1964 és 1981 között 348 mérkőzésen 148 alkalommal volt eredményes. Kétszeres bolgár bajnok. Szerepelt még a ciprusi Néa Szalamína együttesében is.

### A válogatottban
1970 és 1981 között 45 alkalommal szerepelt a bolgár válogatottban és 23 gólt szerzett. Tagja volt az 1968. évi nyári olimpiai játékokon ezüstérmet szerzett válogatottnak. Részt vett az 1974-es világbajnokságon.

## Sikerei, díjai
Lokomotiv Szofija
- Bolgár bajnok (2): 1963–64, 1977–78

Bulgária
- - Olimpiai ezüstérmes (1): 1968

Egyéni
- Az év bolgár labdarúgója (1): 1979